# Zig-zag!...
Zig-zag!... este o operă literară scrisă de Ion Luca Caragiale.